# Graham Martin
Graham Anderson Martin (Mars Hill, 22 settembre 1912 – Winston-Salem, 14 marzo 1990) è stato un diplomatico statunitense, ambasciatore degli Stati Uniti d'America in Italia dal 1969 al 1973.

## Biografia
Nato nel 1912 a Mars Hill, nella Carolina del Nord, diplomatosi nel 1932, fu per un breve periodo corrispondente da Washington per alcuni giornali del sud degli Stati Uniti. Nel 1933, Martin entrò a far parte della National Recovery Administration, un'Agenzia creata proprio in quell'anno nell'ambito del New Deal del presidente Roosevelt, ove collaborò con Averell Harriman, destinato a divenire un diplomatico e politico di rilievo nazionale; nel 1936 fu chiamato nel Consiglio della Social Security Administration, un'Agenzia federale di assistenza.
Nel 1941, con l'entrata in guerra degli Stati Uniti, si arruolò come tenente nelle Forze aree, ove raggiunse il grado di colonnello. Al termine del conflitto, nel 1947, impiegato nel Foreign Service, fu inviato a Parigi ove rimase per otto anni, guadagnandosi l'apprezzamento, tra gli altri, di C. Douglas Dillon, futuro sottosegretario di Stato con Eisenhower e poi segretario al Tesoro nelle presidenze di Kennedy e Johnson, che lo nominò suo assistente speciale.
Rappresentante degli Stati Uniti d'America presso l'Ufficio delle Nazioni Unite a Ginevra dal 1960 al 1962, ambasciatore in Thailandia dal 1963 al 1967, il 26 settembre 1969, succedendo a Hugh Gardner Ackley, fu nominato dal presidente Nixon ambasciatore degli Stati Uniti d'America in Italia e il 30 ottobre successivo presentò le sue credenziali. Mantenne l'incarico sino al 10 febbraio 1973, sostituito da John A. Volpe. Nominato nello stesso anno, ambasciatore nel Vietnam del Sud, esercitò le sue funzioni sino al 29 aprile 1975 quando, con l'entrata a Saigon delle truppe nord vietnamite, l'ambasciata americana fu chiusa e il personale statunitense evacuato.
Morì a settantasette anni per una malattia cardiaca nell'ospedale di Winston-Salem, città della Carolina del Nord, ove risiedeva. È sepolto nel cimitero nazionale di Arlington in Virginia.

### Polemiche e inchieste
Fu oggetto di polemiche il modo in cui Martin gestì il rapido e drammatico abbandono dell'ambasciata statunitense di Saigon, lasciando sul luogo migliaia di civili sud vietnamiti che avevano collaborato con il governo americano oltre a numerosi documenti riservati. Critiche che Martin respinse, ricordando la situazione di estrema criticità nella quale l'evacuazione si svolse.
Il dipartimento di Giustizia, nel 1978, aprì un'inchiesta su Martin per aver prelevato, poco prima dell'abbandono di Saigon, documenti segreti sul coinvolgimento degli Stati Uniti nel conflitto vietnamita nel periodo 1963-1975. In base alla denuncia di un ex agente della CIA, Frank Snepp, Martin intendeva utilizzare i documenti «per avere l'ultima parola nei confronti di Kissinger».
In effetti, nel dualismo della politica estera statunitense della prima amministrazione Nixon, Martin appare uomo di strettissima collaborazione di Kissinger, fino al punto di proseguire nel curare lo svolgimento di covert operations in Italia anche dopo la partenza per Saigon.
Secondo un articolo del New York Times, ripreso dal quotidiano La Stampa, Martin avrebbe collaborato all'invio, nel 1972, mentre era ambasciatore in Italia, di milioni di dollari in aiuti segreti alla Democrazia Cristiana e di aver finanziato con 800 000 dollari il generale Vito Miceli, accusato di complotto per rovesciare il Governo italiano.